# Eupanacra waloensis
Eupanacra waloensis là một loài bướm đêm thuộc họ Sphingidae. Nó được tìm thấy ở Vân Nam ở Trung Quốc.
Chiều dài cánh trước là 20–23 mm. Nó giống với Eupanacra malayana. 